# Richard Talbert
Pour les articles homonymes, voir Talbert.
Richard John Alexander Talbert, né le 26 avril 1947, est un historien et classiciste contemporain américano-britannique, professeur d'histoire ancienne et classique à l'Université de Caroline du Nord à Chapel Hill.
Talbert est un spécialiste renommé de la géographie ancienne et de l'idée d'espace dans le monde méditerranéen antique.

## Biographie
Richard Talbert a fait ses études à la King's School, à Canterbury et au Corpus Christi College, à Cambridge, où il a obtenu le Double First Class Honours in Classics (1968), suivi d'un doctorat (1972).

## Publications
- The Senate of Imperial Rome, Princeton University Press, 1984 (réimpression 2008)
- Barrington Atlas of the Greek and Roman World, Princeton University Press, 2000[1]
- Rome’s World: The Peutinger Map Reconsidered, Cambridge University Press, 2010
- « Classical Courts and Courtiers », in: American Journal of Philology, vol. 132.1, special issue, 2011
- Highways, Byways and Road Systems in the Pre-Modern World, co-edited with Susan E. Alcock and John Bodel, Wiley-Blackwell, 2012
- The Romans from Village to Empire, with Mary T. Boatwright, Daniel J. Gargola, and  Noel Lenski, second, expanded edition, Oxford University Press, 2012